# ウルガタ
ウルガタ（羅: Vulgata）は、ラテン語: editio Vulgata（「共通訳」の意）の略で、カトリック教会の標準ラテン語訳聖書のこと。1545年に始まったトリエント公会議においてラテン語聖書の公式版として定められた。伝統的にヒエロニムスによる翻訳とされるが、実際にはより複雑な成立過程をたどっている。

## 歴史

### ウルガタの成立から中世まで

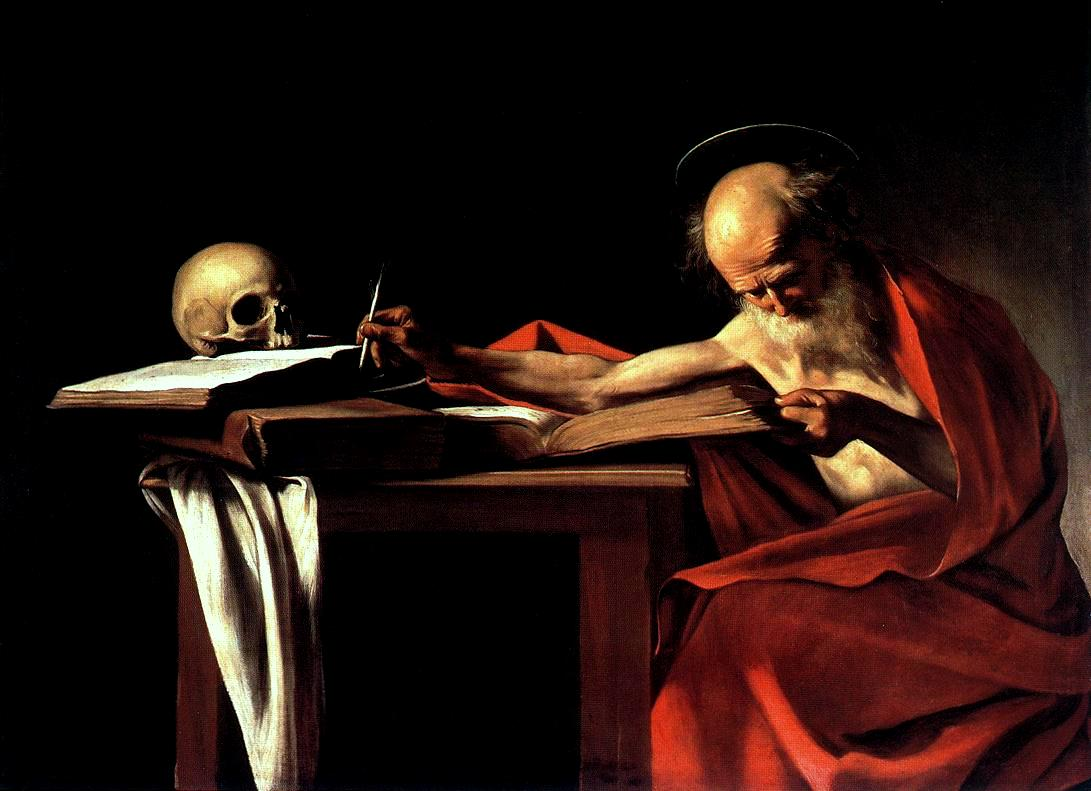
カラヴァッジオによる絵画「執筆する聖ヒエロニムス」

ヒエロニムス訳以前にも、editio Vulgata , 『ウルガタ』という名称は用いられていたが、これは古ラテン語聖書を指していた。つまり、すでにヒエロニムスの時代において聖書は完全なものから断片的なものまで多くのラテン語訳が存在していたのである。ヒエロニムスの業績はそれらのラテン語訳をふまえた上で、原語を参照しながらラテン語訳の決定版を完成させたことにある。
ローマに滞在していたヒエロニムスは紀元382年、時の教皇ダマスス1世の命によってラテン語訳聖書の校訂にあたることになり、初めに新約聖書にとりかかった。四福音書は、古ラテン語訳をギリシャ語テキストとつきあわせて誤っている部分を訂正した。他の文書に関してはほぼそのまま古ラテン語訳を用い、ここにヒエロニムスによる新約聖書の最初の校訂版が完成した。
386年、パレスチナに移ったヒエロニムスは旧約聖書の校訂にとりかかった。はじめに七十人訳聖書とオリゲネスのヘクサプラ（六欄対照旧約聖書）を使って、ヨブ記、詩篇、歴代誌、伝統的にソロモンに帰属される諸書、イザヤ書の40～55章を訳した（385年頃～89年頃）。その後、パレスチナのユダヤ人教師の手を借り、ヘブライ語を学んでヘブライ語でかかれたマソラ本文からの訳に取り組み（390年頃～405年頃）、旧約を完成させた。旧約聖書のうちでいわゆる「第二正典」に関しては、トビト記、ユディト記、またダニエル書とエステル記の補遺を急ぎ足で訳したのみで、その他には手をつけなかった。なお、ヒエロニムス訳の詩篇は3種存在する。それは（１）ローマ詩篇：七十人訳による詩篇の古ラテン語訳を改訂したもの、（２）ガリア詩篇：古ラテン語訳を、マソラ本文に対応させるため改訂したもの、（３）ヘブライ詩篇：マソラ本文から直接訳したものである。
このようにして成立したヒエロニムスによる聖書のラテン語訳がいわゆる『ウルガタ』であり、意味の明快さと文体の華麗さにおいて、従来のラテン語訳をはるかにしのぐ出色の出来となった。5世紀には『ウルガタ』は西方世界では名が通るものとなり、中世初期には西欧の全域で広く用いられるようになっていた。
中世においても『ウルガタ』のみならず古ラテン語訳聖書も並行して用いられていたため、写本作成時のミスとあいまって徐々に『ウルガタ』がもともと持っていた純粋さが失われていった。しかし、カロリング朝ルネサンスにおけるアルクィンらの校訂や、13世紀のパリ大学における校訂事業などを通じて『ウルガタ』本来の文体を復元・維持する活動は続けられていた。

### 近世以降のウルガタ
ヨハネス・グーテンベルクが西洋における印刷技術を確立し、その成果として1455年に世に問うたのがウルガタ聖書の印刷本である『グーテンベルク聖書』であった。以降ウルガタ聖書はそれまでよりも多くの人に読まれるようになっていく。このような流れや人文主義者の影響によりヘブライ語やギリシャ語による原典研究が盛んになり、聖書そのものも原語テキストによって研究されるようになった。この流れの中で『ウルガタ』聖書の欠点が批判されるようになったため、1546年のトリエント公会議は『ウルガタ』聖書をカトリック教会の公式聖書としてのラテン語訳聖書の権威を再確認した。だが、これは当時さまざまなものが流布していたラテン語聖書の中で、『ウルガタ』が歴史と伝統において評価されたことを示すもので、決して原語で書かれた聖書を否定するものではないことに注意が必要である。その証拠にトリエント公会議は『ウルガタ』をさらに厳しく校訂して新しいラテン語聖書を発行することを決定している。
この決定を受けて委員会が編成され、新しい『ウルガタ』聖書が校訂された。教皇シクストゥス5世は完成を急ぐあまり、自ら手を加えてまで見切り発車的に新しいテキストを発表し、『シクストゥス版』としてこれを決定版とする発表をおこなった。しかし、これは学問的にあまりに不十分であるという理由からすぐに取り消され、ロベルト・ベラルミーノを中心とする委員会によってさらなる校訂がおこなわれ、クレメンス8世時代の1592年に『シクストゥス・クレメンティーナ版』として発表された。

## 現代のウルガタ
20世紀に入ると教皇ピウス10世のもとで最新の研究に基づいた『ウルガタ』の校訂が決定され、ベネディクト会員らによって新たなテキストが発表されている。さらに1965年には教皇パウロ6世の指示によって原典に基づいた『ウルガタ』聖書の校訂が決定され、1979年に完成している。これはNova Vulgata, 『新ウルガタ』聖書といわれるものである。
作家でイングランド国教会の聖職者だったロナルド・ノックスは、大司教を引退後に改訳作業を行い『ノックス聖書』として刊行した。
このように『ウルガタ』聖書はヒエロニムスに由来し、絶えることのない研究と改訂によって現代に至るまで聖書のラテン語訳の決定版としての地位を維持している。